# Trogon caligatus
Trogon caligatus là một loài chim trong họ Trogonidae.